# Leonardo Acosta (actor)
Iván Leonardo Acosta Godines (Cali, 24 de septiembre de 1964) es un actor colombiano de cine, teatro y televisión. Cuenta con nacionalidad española. Es padre del futbolista Felipe Acosta.

## Filmografía

### Televisión
| Año       | Título                            | Personaje                                    | Canal              |  |
| --------- | --------------------------------- | -------------------------------------------- | ------------------ |  |
| 2024-2025 | Escupiré sobre sus tumbas         | Raymundo Obregón                             | Caracol Televisión |  |
| 2023-2024 | La influencer                     | Aldo Suárez                                  | Netflix            |  |
| 2023      | Perfil falso                      | Detective                                    | Netflix            |  |
| 2022      | Entre sombras                     | Coronel Luis Velandia                        | Caracol Televisión |  |
| 2020      | Libertador                        | Betancur                                     | Canal Trece        |  |
| 2019      | El final del paraíso              | Presidente Alfonso Berrio                    | Telemundo          |  |
| 2017      | Sobreviviendo a Escobar, alias JJ | Reinaldo Ortiz                               | Caracol Televisión |  |
| 2016      | La esclava blanca                 | Arturo Lopez                                 | Caracol Televisión |  |
| 2016      | Laura, la santa colombiana        | Guillermo Martínez                           | Caracol Televisión |  |
| 2014      | El chivo                          | Domenech                                     | UniMás             |  |
| 2014      | La viuda negra                    | Agente Richardson                            | UniMás             |  |
| 2014      | La ronca de oro                   | German Hincapié                              | Caracol Televisión |  |
| 2012      | La hipocondríaca                  | Leonardo                                     | Caracol Televisión |  |
| 2012      | Escobar, el patrón del mal        | General Ulloa (General Miguel Gómez Padilla) | Caracol Televisión |  |
| 2011      | La traicionera                    | Jorge Medina                                 | Canal RCN          |  |
| 2011      | La bruja                          | Fidel                                        | Caracol Televisión |  |
| 2010      | Bella calamidades                 | Jose Carrero                                 | Telemundo          |  |
| 2010      | El clon                           | Rogelio                                      | Telemundo          |  |
| 2009      | Ojo por ojo                       |                                              | Telemundo          |  |
| 2008      | Vecinos                           | Dr. Camilo Villalobos                        | Caracol Televisión |  |
| 2008      | Los victorinos                    | Eduardo                                      | Telemundo          |  |
| 2008      | Doña Bárbara                      | Facundo                                      | Telemundo          |  |
| 2005      | Séptima puerta                    | Varios Personajes                            | Caracol Televisión |  |
| 1994      | Paloma                            |                                              | Cadena Uno         |  |
| 1992      | La pantera                        | Luis Carlo Lombana                           | Caracol Televisión |  |
| 1992      | Escalona                          | Ildelfonso "Poncho" Cotes                    | Caracol Televisión |  |
| 1989      | Las Ibáñez                        | José Ignacio Marquez                         | Caracol Televisión |  |
| 1988      | Caballo viejo                     | Tránsito Rodríguez                           | Caracol Televisión |  |
| 1987      | San Tropel                        | Justo Severo Durán (Justino Cortés Serrano)  | Cadena Uno         |  |

## Premios y nominaciones

### Premios India Catalina
| Año  | Categoría                                    | Telenovela o Serie | Resultado |
| ---- | -------------------------------------------- | ------------------ | --------- |
| 2015 | Mejor actor antagónico de telenovela o serie | La ronca de oro    | Ganador   |

### Premios TVyNovelas
| Año  | Categoría                       | Telenovela o Serie | Resultado |
| ---- | ------------------------------- | ------------------ | --------- |
| 2015 | Mejor actor antagónico de serie | La ronca de oro    | Nominado  |

### Talento Caracol
| Año  | Categoría              | Telenovela o Serie | Resultado |
| ---- | ---------------------- | ------------------ | --------- |
| 2015 | Mejor actor antagónico | La ronca de oro    | Ganador   |